# Rio Grajaú (Acre)
O rio Grajaú  é um curso de água do estado do Acre, Brasil.
Percorre o limite entre os municípios de Porto Walter e Marechal Thaumaturgo, desaguando no rio Juruá.

## Topônimo
O topônimo "Grajaú" é derivado do termo tupi karaîá'y, que significa "rio dos carajás" (karaîá, carajá + 'y, rio).